# Zhou Fohai
Zhou Fohai (周佛海, 29 mai 1897 - 28 février 1948) est un homme politique chinois qui fut le vice-président du Yuan exécutif du gouvernement national réorganisé de la République de Chine collaborationniste de Wang Jingwei.

## Biographie
Zhou est né au Hunan où son père est fonctionnaire de l'administration de la dynastie Qing. Après la révolution chinoise de 1911, il est envoyé au Japon pour étudier, entrant à l'école préparatoire militaire N°7 (l'ancêtre de l'université de Kagoshima), puis à l'université impériale de Kyoto. Durant son séjour au Japon, il se rapproche du marxisme, et à son retour en Chine, il devient l'un des fondateurs du Parti communiste chinois. Il assiste au premier congrès à Shanghai en juillet 1921, mais quitte finalement le Parti en 1924 pour rejoindre le Kuomintang. Il est assigné comme secrétaire au département des Relations publiques du gouvernement central, mais maintient de forts liens avec la clique gauchiste du parti, menée par Wang Jingwei et Liao Zhongkai. Il s'oppose fortement à l'expédition du Nord de Tchang Kaï-chek et à sa conduite de la seconde guerre sino-japonaise.
Après que Wang Jingwei a brisé ses liens avec le Kuomintang et établi le gouvernement nationaliste de Nankin pro-Japonais, Zhou le rejoint bientôt. Au sein du nouveau gouvernement, Zhou devient ministre des Finances, du Trésor, et des Affaires étrangères, et a le contrôle sur une partie de l'armée. Il est également ministre de la police, trésorier et maire de Shanghai succédant à Chen Gongbo.
À la fin de la Seconde Guerre mondiale, Zhou est capturé et emprisonné à Chongqing où il reste en détention pendant presque une année. Il est ensuite envoyé à Nankin au Jiangsu où il est jugé pour trahison pendant la guerre. Il est condamné à mort mais la peine est commuée en prison à perpétuité par Tchang Kaï-chek, après que sa femme a intercédé en sa faveur. Il souffre de problèmes au cœur et à l'estomac pendant sa détention et meurt le 28 février 1948 à l'âge de 50 ans.